# Liste des conseillers départementaux de la Lozère
 (avril 2022).
Pour un article plus général, voir Conseil départemental de la Lozère.
Cet article établit la liste des conseillers départementaux de la Lozère, ainsi que celle des anciens conseillers généraux élus depuis 2008.

## Période 2015-2021
À la suite du redécoupage cantonal validé en 2014, les élections départementales françaises ont lieu en mars 2015 et concernent, pour la Lozère, 13 cantons à la tête de chacun desquels est élu un binôme composé d'un homme et d'une femme, soit au total 26 conseillers départementaux, élus pour six ans.

### Composition du conseil départemental de la Lozère (26 sièges)
| Présidente du Conseil départemental  |       |       |      |                         |
| Sophie Pantel (PS)                   |       |       |      |                         |
| Parti                                | Sigle | Sigle | Élus | Groupes                 |
| Majorité (16 sièges)                 |       |       |      |                         |
| Divers gauche                        |       | DVG   | 6    | Avenir Lozère           |
| Parti socialiste                     |       | PS    | 2    | Avenir Lozère           |
| Parti communiste français            |       | PCF   | 1    | Avenir Lozère           |
| Europe Écologie Les Verts            |       | EÉLV  | 1    | Avenir Lozère           |
| Mouvement radical                    |       | MR    | 1    | Avenir Lozère           |
| Parti socialiste                     |       | PS    | 3    | Ambition Lozère         |
| Divers gauche                        |       | DVG   | 1    | Ambition Lozère         |
| Mouvement démocrate                  |       | MoDem | 1    | Ambition Lozère         |
| Opposition (10 sièges)               |       |       |      |                         |
| Divers droite                        |       | DVD   | 6    | Ensemble pour la Lozère |
| Les Républicains                     |       | LR    | 3    | Ensemble pour la Lozère |
| Union des démocrates et indépendants |       | UDI   | 1    | Ensemble pour la Lozère |

### Liste des conseillers départementaux de la Lozère
| Canton                     | Conseillers              | Parti | Parti    |
| -------------------------- | ------------------------ | ----- | -------- |
| Peyre en Aubrac            | Alain Astruc             |       | DVD      |
| Peyre en Aubrac            | Ève Brézet               |       | DVD      |
| La Canourgue               | Valérie Fabre            |       | LR       |
| La Canourgue               | Jean-Paul Pourquier      |       | LR       |
| Bourgs sur Colagne         | Rémi André               |       | DVG      |
| Bourgs sur Colagne         | Sophie Malige            |       | DVG      |
| Le Collet-de-Dèze          | Robert Aigoin            |       | PCF      |
| Le Collet-de-Dèze          | Michèle Manoa            |       | EÉLV     |
| Florac Trois Rivières      | Denis Bertrand           |       | PS       |
| Florac Trois Rivières      | Guylène Pantel           |       | PS       |
| Grandrieu                  | Bruno Durand             |       | DVD      |
| Grandrieu                  | Valérie Vignal           |       | DVD      |
| Langogne                   | Laurence Beaud           |       | DVG      |
| Langogne                   | Bernard Palpacuer        |       | DVG      |
| Marvejols                  | Patricia Brémond         |       | DVG      |
| Marvejols                  | Bernard Durand           |       | DVG      |
| Mende-1                    | Régine Bourgade          |       | MoDem    |
| Mende-1                    | Laurent Suau             |       | PS trahi |
| Mende-2                    | Françoise Amarger-Brajon |       | PS       |
| Mende-2                    | Jean-Claude Moulin       |       | PS       |
| Saint-Alban-sur-Limagnole  | Sabine Dalle             |       | DVD      |
| Saint-Alban-sur-Limagnole  | Patrice Saint-Léger      |       | DVD      |
| Saint-Chély-d'Apcher       | Christine Hugon          |       | LR       |
| Saint-Chély-d'Apcher       | Michel Thérond           |       | UDI      |
| Saint-Étienne-du-Valdonnez | Francis Courtès          |       | MR       |
| Saint-Étienne-du-Valdonnez | Sophie Pantel            |       | PS       |

## Période 2011-2015
Entre 1973 et 2015, la Lozère comptait vingt-cinq cantons et autant de conseillers généraux. Cette section récapitule les conseillers généraux et les cantons de la Lozère, à la suite des élections cantonales de 2008 et de 2011 (renouvellement par moitié lors de ces deux dates).

### Composition du conseil général de la Lozère (25 sièges)

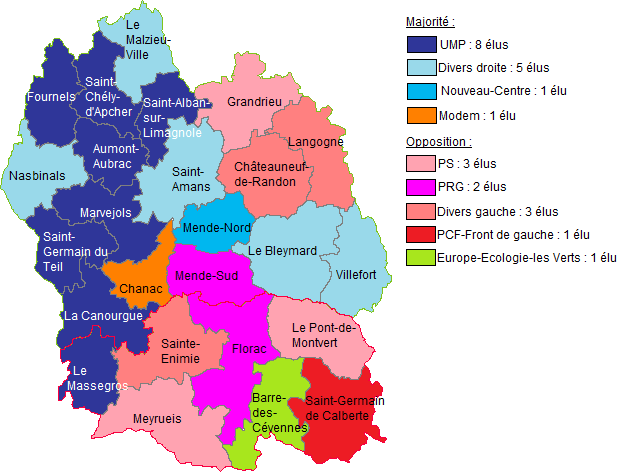
Étiquettes politiques des conseillers généraux de la Lozère à l'issue des cantonales de 2011

| Parti                                | Sigle | Sigle | Élus |
| ------------------------------------ | ----- | ----- | ---- |
| Majorité (15 sièges)                 |       |       |      |
| Union pour un mouvement populaire    |       | UMP   | 7    |
| Divers droite                        |       | DVD   | 6    |
| Union des démocrates et indépendants |       | UDI   | 1    |
| Mouvement démocrate                  |       | MoDem | 1    |
| Opposition (10 sièges)               |       |       |      |
| Parti socialiste                     |       | PS    | 3    |
| Divers gauche                        |       | DVG   | 3    |
| Parti radical de gauche              |       | PRG   | 2    |
| Europe Écologie Les Verts            |       | EELV  | 1    |
| Parti communiste français            |       | PCF   | 1    |
| Président du Conseil général         |       |       |      |
| Jean-Paul Pourquier (UMP)            |       |       |      |

### Liste des conseillers généraux de laLozère
| Canton                              | Circonscription | Conseiller général        | Parti | Série | Autre mandat                                    |
| ----------------------------------- | --------------- | ------------------------- | ----- | ----- | ----------------------------------------------- |
| Arrondissement de Florac            |                 |                           |       |       |                                                 |
| canton de Barre-des-Cévennes        | 1               | Michèle Manoa             | EELV  | 2008  | Maire de Sainte-Croix-Vallée-Française          |
| canton de Florac                    | 1               | Alain Argilier            | PRG   | 2008  | Maire de Vébron                                 |
| canton du Massegros                 | 1               | Jean-Paul Pourquier       | UMP   | 2008  | Adjoint au maire du Massegros                   |
| canton de Meyrueis                  | 1               | Denis Bertrand            | PS    | 2008  | Maire de Meyrueis                               |
| canton du Pont-de-Montvert          | 1               | Sophie Pantel             | PS    | 2011  | Conseillère régionale                           |
| canton de Sainte-Enimie             | 1               | François Gaudry           | DVG   | 2011  | Maire de Sainte-Enimie                          |
| canton de Saint-Germain-de-Calberte | 1               | Robert Aigoin             | PCF   | 2011  | Conseiller municipal de Saint-Julien-des-Points |
| Arrondissement de Mende             |                 |                           |       |       |                                                 |
| canton d'Aumont-Aubrac              | 1               | Alain Astruc              | DVD   | 2011  | Maire d'Aumont-Aubrac                           |
| canton du Bleymard                  | 1               | Marjorie Massador         | UMP   | 2008  |                                                 |
| canton de la Canourgue              | 1               | Henri Blanc               | UMP   | 2008  |                                                 |
| canton de Chanac                    | 1               | Philippe Rochoux          | MoDem | 2011  | Maire de Chanac                                 |
| canton de Châteauneuf-de-Randon     | 1               | Michel Pironon            | DVG   | 2011  | Maire de Pierrefiche                            |
| canton de Fournels                  | 1               | Pierre Morel-A-L'Huissier | UMP   | 2011  | Maire de Fournels, député de la Lozère          |
| canton de Grandrieu                 | 1               | Jean-Claude Chazal        | PS    | 2008  | Conseiller municipal de Langogne                |
| canton de Langogne                  | 1               | Bernard Palpacuer         | DVG   | 2011  | Adjoint au maire de Langogne                    |
| canton du Malzieu-Ville             | 1               | Jean-Noël Brugeron        | DVD   | 2011  | Maire du Malzieu-Ville                          |
| canton de Marvejols                 | 1               | Jean Roujon               | UMP   | 2008  | Maire de Marvejols                              |
| canton de Mende-Nord                | 1               | Pierre Hugon              | UDI   | 2008  | Conseiller municipal de Mende                   |
| canton de Mende-Sud                 | 1               | Francis Courtès           | PRG   | 2008  | Maire de Saint-Bauzile                          |
| canton de Nasbinals                 | 1               | Jean Aldebert             | DVD   | 2011  |                                                 |
| canton de Saint-Alban-sur-Limagnole | 1               | Jean-Paul Bonhomme        | UMP   | 2008  | Maire de Saint-Alban-sur-Limagnole              |
| canton de Saint-Amans               | 1               | Patrice Saint-Léger       | DVD   | 2011  | Maire de Rieutort-de-Randon                     |
| canton de Saint-Chély-d'Apcher      | 1               | Pierre Lafont             | DVD   | 2008  | Maire de Saint-Chély-d'Apcher                   |
| canton de Saint-Germain-du-Teil     | 1               | Gilles Reversat           | UMP   | 2008  |                                                 |
| canton de Villefort                 | 1               | Jean de Lescure           | DVD   | 2011  | Maire de Saint-André-Capcèze                    |

## À voir aussi